# La Loma (Centro)
La Loma es una localidad del municipio de Centro ubicado en la subregión centro del estado mexicano de Tabasco.

## Geografía
La localidad de La Loma se sitúa en las coordenadas geográficas 18°10′10″N 92°48′23″O / 18.169444, -92.806389, a una elevación de 3 metros sobre el nivel del mar.

## Demografía
Según el Conteo de Población y Vivienda 2020, efectuado por el Instituto Nacional de Estadística y Geografía, la localidad de La Loma tiene 905 habitantes, de los cuales 442 son del sexo masculino y 463 del sexo femenino. Su tasa de fecundidad es de 1.86 hijos por mujer y tiene 228 viviendas particulares habitadas.
| Gráfica de evolución demográfica de La Loma entre 1980 y 2020 |
|                                                               |
| INEGI.                                                        |